# Život uprostřed
Život uprostřed (v anglickém originále Stuck in the Middle) je americký televizní sitcom stanice Disney Channel. Jeho první epizoda měla premiéru 14. února 2016. Seriál vypráví o dívce jménem Harley, jejích sourozencích a celé rodině Diazových.

## Vysílání
| Řada | Díly | Premiéra v USA   | Premiéra v USA    | Premiéra v ČR   | Premiéra v ČR    |
| Řada | Díly | První díl        | Poslední díl      | První díl       | Poslední díl     |
| ---- | ---- | ---------------- | ----------------- | --------------- | ---------------- |
| 1    | 17   | 14. února 2016   | 22. července 2016 | 3. září 2016    | 30. října 2016   |
| 2    | 20   | 3. února 2017    | 27. října 2017    | 19. června 2017 | 9. prosince 2017 |
| 3    | 21   | 8. prosince 2017 | 23. července 2018 | 18. června 2018 | 7. prosince 2018 |

## Obsazení
- Jenna Ortega jako Harley Diaz (český dabing: Klára Nováková)
- Ronni Hawk jako Rachel Diaz (český dabing: Kristýna Skružná)
- Isaak Presley jako Ethan Diaz (český dabing: Jindřich Žampa)
- Ariana Greenblatt jako Daphne Diaz (český dabing: Linda Křišťálová)
- Kayla Maisonet jako Georgie Diaz (český dabing: Adéla Nováková)
- Nicolas Bechtel jako Lewie Diaz (český dabing: Matěj Havelka)
- Malachi Barton jako Beast Diaz (český dabing: Jonáš Zima)
- Cerina Vincent jako Suzy Diaz (český dabing: Anna Brousková)
- Joe Nieves jako Tom Diaz (český dabing: Petr Gelnar)